# Kenjutsu
Kenjutsu (jap. 剣術) jest jedną z klasycznych japońskich sztuk walki, tzw. koryū-bujutsu, do której używa się miecza (lub mieczy, jedna ze szkół uwzględnia używanie dwóch mieczy naraz). Istniało wiele różnych szkół szermierki japońskim mieczem (nihon-tō). Przedmiotem nauczania tych szkół było skuteczne władanie mieczem w realnej walce.
Kenjutsu była sztuką walki bardzo cenioną przez samurajów. Miecz na przestrzeni całej historii Japonii był uważany za symbol i główną broń stanu rycerskiego, nazywano go często „duszą samuraja”.
Umiejętności te można podzielić na trzy główne kierunki:
- ittō-ryū – szkoła walki jednym mieczem (długim), zwanym tachi
- kodachi-ryū – szkoła walki jednym mieczem krótkim (zwanym wakizashi)
- nitō-ryū – szkoła walki dwoma mieczami jednocześnie (krótkim i długim).

Innym dodatkowym kierunkiem był nito-ken (inna nazwa nito-kodachi). Polegała ona na walce dwoma wakizashi.
Niektóre klasyczne szkoły miecza, sięgające rodowodem średniowiecza, takie jak: Katori shintō-ryū, Kashima shintō-ryū, Kashima-shinryū, przetrwały do dziś. Podobnie jak w większości innych klasycznych szkół koryū-bujutsu, adeptom tych szkół nie nadaje się stopni mistrzowskich dan, lecz odpowiednie certyfikaty tzw. menkyo kaiden.
Synowie samurajów zaczynali naukę kenjutsu w bardzo młodym wieku. Zaczynali od ćwiczeń z drewnianymi mieczami i stopniowo przechodzili do walki na prawdziwe miecze. Lekcje zazwyczaj zaczynały się wcześnie rano. Odbywały się w zamkniętych pomieszczeniach lub pod gołym niebem bez względu na pogodę, co miało wyrabiać u młodych samurajów wytrzymałość. Ćwiczenia z ciężkimi, trzymanymi oburącz mieczami niejednokrotnie powodowały poważne zranienia, lub nawet śmierć ćwiczących. Surowość treningu kenjutsu miała za zadanie kształcenie zdolności umysłowych, a także rozwój fizyczny i przygotowanie samuraja do walki z prawdziwym przeciwnikiem na wojnie.
Ćwiczenia praktyczne w kenjutsu wykonuje się najczęściej w formie kata, do których używa się mieczy drewnianych bokken. W przeciwieństwie do kendo, czyli współczesnej, bezpiecznej formy sportowej szermierki mieczem, ataki stosowane w kenjutsu mogą być kierowane na dowolną część ciała przeciwnika. Samuraje za idealny cios uważali kesagake (termin słowa „kesagake” pochodzi od słowa „kesa”, które oznaczało rodzaj stroju buddyjskiego mnicha. Strój noszono tak, że jedno ramię i ręka pozostawały odsłonięte), rozcinający przeciwnika na skos od ramienia do pasa. Popularne są również uderzenia rękojeścią tsuka-uchi oraz chwyty, dźwignie i podcięcia stosowane w walce wręcz, np. yawara (pierwowzór późniejszego jiu-jitsu i judo). Do niektórych ćwiczeń kenjutsu stosuje się również prawdziwe miecze, przy czym rzeczywiste cięcia i pchnięcia wykonuje się wówczas na nasączonych wodą i zrolowanych matach ze słomy ryżowej lub na bambusowych rurach. Nazywa się to tameshigiri.
Z tradycyjnych szkół szermierki kenjutsu (jap:剣術) wywodzą się nowoczesne sztuki i sporty walki: kendo, iaidō i battōdō.